# 贾法尔·萨迪克
 维基语录上有关贾法尔·萨迪克的语录

贾法尔·萨迪克（阿拉伯语：جعفر الصادق）（702年4月20日—765年12月14日）是伊斯兰教义学家和伊斯兰教法学家，什叶派主流派别的第六任伊玛目，被认为是什叶派主流教义的真正奠基人，同时对伊斯兰教义学和教法学做出重大贡献，也深受逊尼派穆斯林的尊重。什叶派主流教法学亦为其所创成，故什叶派主流教法学派别称贾法里派，与逊尼派四大教法学派并称，为第五教法学派。贾法尔·萨迪克出生于公元 700 年左右，可能是 702 年。他的父亲穆罕默德·巴基尔在指定他为下一任伊玛目后去世，那时他大约三十七岁。作为第六任什叶派伊玛目，萨迪克远离该地区的政治冲突，躲避了叛军向他寻求支持的呼吁。
据什叶派消息来源称，他遭到阿拔斯王朝哈里发的迫害，并最终在哈里发曼苏尔的指使下被毒死。
萨迪克死后的继承权之争导致早期什叶派社区出现分裂。一些人认为下一任伊玛目将是他的长子伊斯玛仪，伊斯玛仪已先于其父亲成为下一任伊玛目。其他人则接受了伊斯玛仪的小儿子和兄弟穆萨·卡齐姆的伊玛目职位。第一个群体被称为伊斯玛仪派，第二个较大的群体被称为贾法里派。

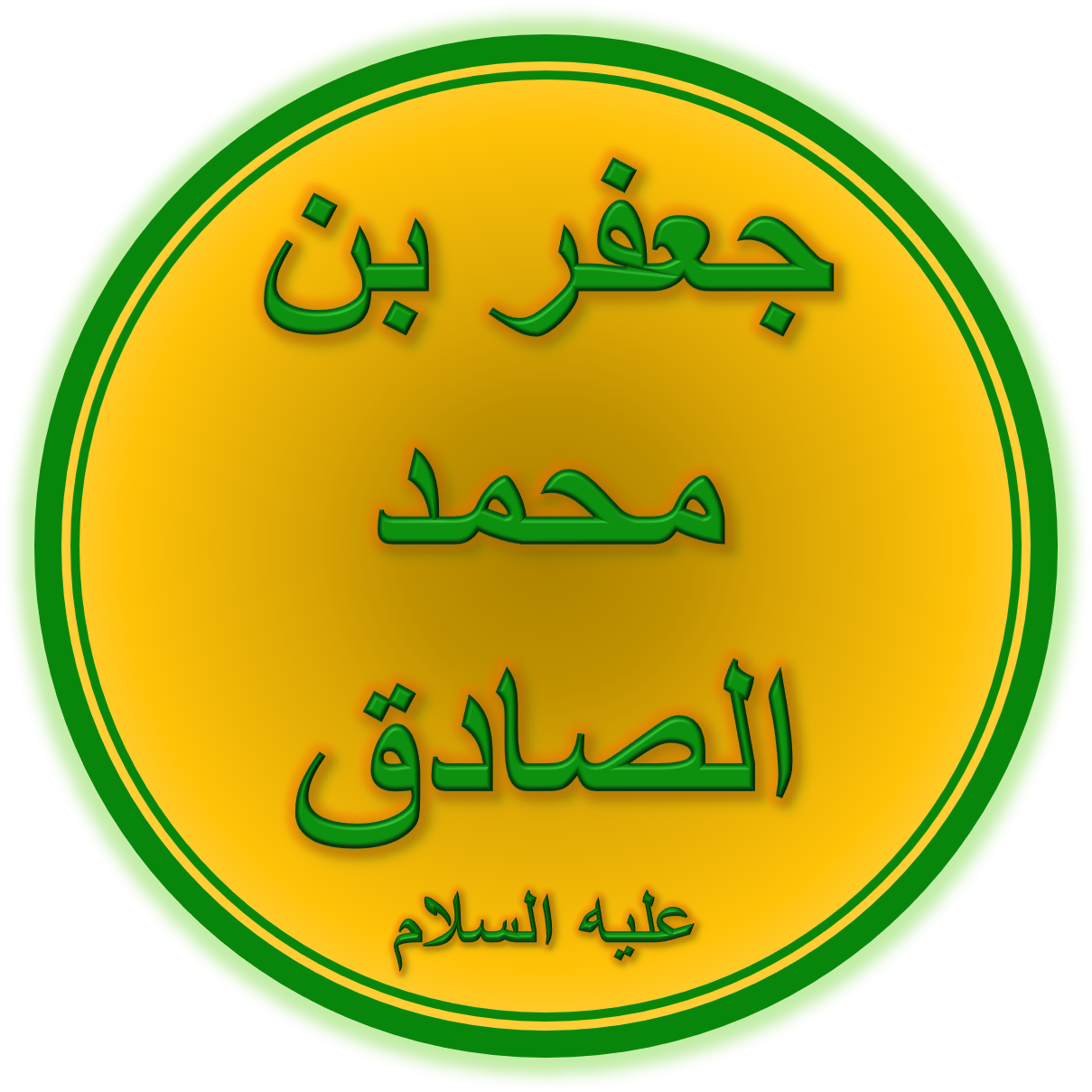
Jafar ibn Muhammad as-Sadiq

## 生平

### 出生和早年生活
贾法尔·伊本·穆罕默德·伊本·阿里·萨迪克于公元702年4月20日出生于麦地那。他是什叶派第五任伊玛目穆罕默德·巴基尔的长子，家族血统可以追溯到先知穆罕默德的堂兄兼女婿阿里·伊本·阿比·塔利卜和穆罕默德的女儿法蒂玛。
贾法尔的母亲乌姆·法尔瓦是第一任拉希顿哈里发阿布·巴克尔的曾孙女。这一独特的血统背景使他在什叶派和逊尼派中都备受尊崇。
在生命的最初十四年里，贾法尔与祖父扎因·阿比丁（什叶派第四任伊玛目）一起生活。这段时期，他目睹了祖父在政治上的克制态度，同时也注意到麦地那著名学者对扎因·阿比丁的尊重。 
贾法尔的成长恰逢伍麦叶王朝统治的鼎盛时期，也是麦地那人对宗教科学和《古兰经》解读兴趣日益浓厚的时候。他不仅从什叶派家族继承了丰富的宗教知识，还从母亲家族的逊尼派传统中汲取了智慧。他的祖父卡西姆·伊本·穆罕默德·伊本·阿比·巴克尔是当时著名的传统主义者，对贾法尔的教育产生了重要影响。
随着扎因·阿比丁的去世，贾法尔步入成年，开始作为穆罕默德家族（Ahl al-Bayt）的代表参与父亲的工作。他与父亲巴基尔一起履行了朝觐仪式，并在后者被伍麦叶王朝的哈里发希沙姆传唤到大马士革接受询问时陪同左右。这些经历为他日后成为什叶派的重要领袖奠定了基础。
贾法尔·萨迪克的早期生活和教育经历塑造了他独特的思想体系，使他能够在伊斯兰教义学和教法学方面做出重大贡献，并最终成为什叶派主流教义的奠基人。

### 在倭马亚统治时期
穆斯林历史学家普遍将许多倭马亚统治者描绘为腐败、不信教和狡诈的人物。
这一评价反映了当时社会对统治者的不满情绪，尤其是在穆罕默德的大家庭中，他们被视为理想的宗教领袖，代表着正义与真理的斗争。穆斯林认为这些后裔应当在宗教事务中扮演重要角色，然而，倭马亚王朝却未能有效地满足这一期望。
在倭马亚哈里发国的后半期，萨迪克的伊玛目任期见证了许多起义，尤其是什叶派的反抗。什叶派不承认倭马亚王朝的合法性，认为哈里发应由阿里及其后代担任。
萨迪克继承了父亲的静默主义政策，选择不参与这些起义，包括他叔叔扎伊德的起义和阿拔斯王朝推翻倭马亚王朝的行动。
他对呼罗珊叛军领袖阿布·穆斯林的求助请求表现出冷漠，明确表示不愿意参与政治斗争。
尽管如此，萨迪克并没有放弃对伊斯兰社区的神圣领导权的主张。他宣扬“塔基亚”教义，即在面对迫害时采取宗教伪装，以保护什叶派信徒。他在麦地那默默教授学问，逐渐赢得了学者的声誉，这使他在宗教界获得了一定的影响力。
倭马亚王朝在其统治期间经历了多次内乱与外部冲突。与什叶派和哈瓦利吉派的持续斗争使得统治局势动荡不安。两派的反抗不仅削弱了王朝的权威，还导致数位哈里发死于刺杀。此外，内部权力斗争加剧了王朝的衰退，最终在阿拔斯革命中被推翻。阿拔斯王朝利用了什叶派与哈瓦利吉派的不满情绪，通过军事力量成功推翻了倭马亚王朝，并实施大规模屠杀以消灭残余势力。
总之，倭马亚统治时期是一个充满矛盾与冲突的时代。在腐败与不信教的统治者面前，穆罕默德的后裔们成为了社会不满情绪的象征。虽然萨迪克等人试图通过宗教教育来维持影响力，但最终未能阻止倭马亚王朝因内部斗争和外部压力而走向衰亡。这一历史阶段不仅影响了伊斯兰教的发展，也为后来的阿拔斯王朝奠定了基础。

### 阿拔斯王朝统治时期
从倭马亚王朝过渡到阿拔斯王朝的几年是中央权力薄弱的时期，萨迪克得以自由授课。据记载，约有四千名学者曾在萨迪克门下学习。

其中包括阿布·哈尼法和马利克·伊本·阿纳斯，他们分别是逊尼派哈乃斐法学派和马立克法学派的创始人。穆尔太齐赖学派创始人瓦西勒·伊本·阿塔也是他的学生之一。
阿拔斯王朝推翻倭马亚哈里发政权后，对他们以前的什叶派盟友进行了暴力迫害，以巩固政权。
由于阿拔斯王朝依靠公众对"阿赫勒·拜特"的同情来获得权力，他们认为萨迪克对其统治构成了潜在威胁。
作为什叶派政治上相对平和分支的领导人，萨迪克被曼苏尔召到巴格达。
他被曼苏尔召到巴格达，但据说他能够通过引用圣训说服哈里发让他留在麦地那，“出外谋生的人会实现他的目标，但坚守家庭的人会延长生命。
公元762年，萨迪克对他的侄子穆罕默德·纳夫斯·扎基亚的起义失败保持沉默。
尽管如此，他还是被曼苏尔逮捕并审问，关押在巴格达附近的萨迈拉，之后才被允许返回麦地那。
曼苏尔下令烧毁他的房屋，但他本人安然无恙。 有报道称，哈里发多次逮捕他并企图谋杀他。

## 伊玛目职位
贾法尔·萨迪克（Ja'far al-Sadiq）在其父亲巴基尔（al-Bāqir）去世时大约三十七岁，巴基尔在去世前指定他为下一任什叶派伊玛目。 他担任伊玛目至少二十八年。 他的伊玛目职位与伊斯兰历史上的一个关键时期重合，他见证了阿拔斯革命|阿拔斯王朝在8世纪中叶（661-750年）推翻倭马亚王朝，以及后来阿拔斯王朝对他们曾经的什叶派盟友的迫害。早期什叶派社区的领导权也在其不同派系之间存在争议。
在这一时期，反对倭马亚王朝和阿拔斯王朝的各种阿里德起义在什叶派中获得了相当大的支持。这些运动的领导人包括扎伊德·本·阿里（萨迪克的叔叔）、叶海亚·本·扎伊德（萨迪克的堂兄弟）、穆罕默德·纳夫斯·扎基耶及其兄弟（萨迪克的侄子）。
根据贾夫里的说法，这些声称者认为伊玛目职位和哈里发职位是不可分割的，以建立公正的统治。 特别是扎伊德·本·阿里（Zayd ibn Ali）认为，伊玛目职位可以属于哈桑·本·阿里（Hasan ibn Ali）或侯赛因·本·阿里（Husayn ibn Ali）的任何后裔，只要他们博学、虔诚并反抗当时的暴君。
与此相反，萨迪克与其父亲和祖父一样，采取了消极的态度，远离政治。 他认为伊玛目职位和哈里发职位是分开的，直到上帝使伊玛目获胜为止。这位伊玛目必须是穆罕默德通过阿里和法蒂玛的后裔，他的权威并非来自政治主张，而是来自纳苏（伊斯兰教），并且他还继承了使他胜任这一职位的特殊知识。萨迪克并没有首创这一伊玛目理论，这一理论已经被他的前任宰因·阿比丁（Zayn al-Abidin）和巴基尔（al-Baqir）所采纳。 相反，萨迪克利用突然出现的政治不稳定环境，自由传播和详细阐述什叶派教义，包括伊玛目理论。

### 继承
在贾法尔·萨迪克去世后，他的追随者出现了分裂。最大的一个派别后来被称为“十二伊玛目派”，他们追随他的幼子穆萨·卡齐姆。
然而，许多人原本期待下一任伊玛目会是萨迪克的长子伊斯玛仪，但他在父亲之前去世了。 这一派别后来形成了“伊斯玛仪派”，他们要么相信伊斯玛仪仍然活着，要么接受了伊斯玛仪的儿子穆罕默德为伊玛目。
尽管十二伊玛目派和伊斯玛仪派是今天仅存的两个贾法里什叶派分支， 当时还有更多的派别。一些萨迪克的追随者接受了他尚存的长子阿卜杜拉·阿夫塔赫为伊玛目。
据记载，几位萨迪克的重要追随者起初追随阿卜杜拉，但后来转而效忠穆萨。 当阿卜杜拉因无子嗣去世后，他的大多数追随者重新回归到穆萨的领导下。
少数萨迪克的追随者则支持他的另一位儿子穆罕默德·迪巴吉，他曾领导了一次针对哈里发马蒙的失败起义。在失败后，他退位并公开承认自己的错误。
最后，还有一部分人认为贾法尔·萨迪克并未去世，而是将作为马赫迪（伊斯兰教中预言的救世主）归来。

## 逝世
贾法尔·萨迪克（al-Sadiq）于公元765年（伊斯兰历148年）去世，享年六十四或六十五岁。
在什叶派资料中，他的死因被归咎于曼苏尔（al-Mansur）的唆使下中毒。
根据穆罕默德·侯赛因·塔巴塔巴伊（Muhammad Husayn Tabatabai）的说法，萨迪克在被拘留于萨迈拉（Samarra）后，被允许返回麦地那。他在麦地那隐居多时，直到被曼苏尔下令毒死。
他被埋葬在巴吉公墓（al-Baqi Cemetery），是埋葬在该公墓的四位伊玛目之一（其他伊玛目包括哈桑·本·阿里、阿里·本·侯赛因·宰因·阿比丁和穆罕默德·巴基尔|穆罕默德·本·阿里）。他的坟墓曾是朝圣地，直到1926年。当时，在沙特阿拉伯开国国王伊本·沙特（Ibn Saud）的领导下，瓦哈比派第二次征服麦地那，并摧毁了除伊斯兰先知坟墓外的所有坟墓。
根据塔巴塔巴伊的说法，曼苏尔听到萨迪克去世的消息后，命令麦地那总督斩首萨迪克的继承人——未来的伊玛目。然而，总督得知萨迪克选择了四个人（而非一人）来执行他的遗嘱：曼苏尔本人、总督、伊玛目在世的长子阿卜杜拉·阿夫塔（Abdullah al-Aftah）以及他的幼子穆萨·卡齐姆（Musa al-Kazim）。因此，曼苏尔的阴谋未能得逞。

## 家庭
贾法尔·萨迪克（al-Sadiq）与法蒂玛（Fatima）结婚，她是哈桑·本·阿里（Hasan ibn Ali）的后裔，两人育有两个儿子：伊斯玛仪·本·贾法尔（Isma'il ibn Ja'far，第六任伊斯玛仪派伊玛目）和阿卜杜拉·阿夫塔（Abdullah al-Aftah）。他还与哈米达·哈通（Hamida Khatun）结婚，她是一位来自柏柏尔或安达卢西亚的女奴，为萨迪克生育了另外三个儿子：穆萨·卡齐姆（Musa al-Kazim，第七任十二伊玛目派伊玛目）、穆罕默德·本·贾法尔·萨迪克（Muhammad ibn Ja'far al-Sadiq）和伊斯哈格·穆塔明（Ishaq al-Mu'tamin）。  
哈米达被称为“纯洁的哈米达”，并因其宗教学识而受到尊敬。萨迪克经常让其他女性向她学习伊斯兰教义。  
据记载，他曾称赞她：“哈米达就像一块纯金，远离一切杂质。”  
据说，伊斯哈格·穆塔明（Ishaq al-Mu'tamin）与赛义达·纳菲莎（Sayyida Nafisa）结婚，她是哈桑·本·阿里（Hasan ibn Ali）的后裔。

## 贡献
继阿里之后， 贾法尔·萨迪克（al-Sadiq）可能是穆罕默德家族中最著名的宗教学者， 他被广泛认为是伊斯兰法律、神学、圣训以及秘传和神秘科学领域的权威。
穆罕默德·阿里·阿米尔-莫伊兹（Mohammad Ali Amir-Moezzi）认为他可能是他那个时代最杰出的学者， 而归于萨迪克的各种（有时是矛盾的）观点表明，他是早期伊斯兰思想史上的一位重要人物，因为几乎所有早期的伊斯兰思想派别（除了可能的外，哈瓦利吉派）都希望将萨迪克纳入他们的历史，以增强他们学派的地位。
他在广泛的历史资料中被引用，包括塔巴里（al-Tabari）、雅古比（Ya'qubi）、马苏迪（al-Masudi）和伊本·赫里康（Ibn Khallikan）的著作。 然而，这种广泛的影响力也阻碍了学者们确定萨迪克实际观点的尝试。
一些宗教和科学著作也以萨迪克的名字命名，尽管学者们普遍认为这些作品并非真实出自他手。他似乎是一位教师，将写作留给他人。 根据格利夫（Gleave）的说法，萨迪克最重要的贡献是对十二伊玛目派的贡献，帮助他们在倭马亚王朝晚期和阿拔斯王朝早期成为一股重要的思想力量。
穆罕默德·侯赛因·塔巴塔巴伊（Muhammad Husayn Tabataba'i）写道，萨迪克和他的父亲巴基尔（al-Baqir）留下的传统数量超过了从穆罕默德和其他什叶派伊玛目那里记录的所有圣训的总和。 什叶派思想继续基于包括萨迪克在内的什叶派伊玛目的教义发展。
根据赛义德·阿赫塔尔·里兹维（Sa'id Akhtar Rizvi）的说法，萨迪克曾反对奴隶制。

### 伊玛目制度学说
继其前辈宰因·阿比丁(al-Zayn al-Abidin)和巴基尔(al-Baqir)之后，萨迪克(al-Sadiq)进一步阐述了什叶派的伊玛目制度学说。这一学说已成为十二伊玛目派和伊斯玛仪派神学的标志性特征，但遭到宰德派的反对。
根据这一学说，伊玛目是通过阿里(Ali)和法蒂玛(Fatima)传承的穆罕默德后裔，其权威并非来自政治主张，而是基于伊斯兰教义——即由前任伊玛目通过神圣启示指定的继承权。作为穆罕默德的继任者，伊玛目拥有领导伊斯兰共同体宗教与世俗事务的全面权柄，但该学说认为在真主使伊玛目获胜之前，伊玛目制度与哈里发制度是相互分离的。
伊玛目从前任继承的特殊知识是其任职资格的关键。与穆罕默德相似，伊玛目因这种独特知识而被认为具有不谬性，这也使其成为诠释天启、引导穆斯林的正统唯一来源。什叶派的这一伊玛目世系可追溯至阿里——他通过神圣敕令继承了穆罕默德。

### 贾法里法学派
伊斯兰教中的法律是一个包罗万象的规范体系，既包含完善的司法制度，也涵盖礼拜仪式等宗教义务。在继承其父学术成果的基础上，萨迪克(al-Sadiq)作为贾法里法学派(Ja'fari jurisprudence)的命名创始人被载入史册，该学派为十二伊玛目派所遵循。据拉拉尼(Lalani)研究，由卡迪·努曼(Al-Qadi al-Nu'man)编纂的伊斯玛仪派法学体系，同样主要建立在萨迪克及其父巴基尔(al-Baqir)遗留的大量教义陈述基础上。
萨迪克谴责当时盛行的"意见"、"个人法理推论"和"类比推理"等做法，认为这些是人类试图将规律性和可预测性强加于真主律法的尝试。他主张真主的律法具有随机性和不可预测性，穆斯林应当服从伊玛目所揭示的真主深不可测的意志。同时他推崇分权化的法律权威体系——据传述萨迪克曾说："我们[伊玛目]负责制定基本规则和原理，而你们学者则负责针对具体案例推导特定法律裁决"。当被问及如何解决教派内部法律纠纷时，萨迪克指称国家机器为邪恶，并鼓励什叶派信徒求教于"传述我们[即伊玛目]圣训的人"，因为伊玛目们"已任命这样的人作为你们的裁判"。
逊尼派法学建立在《古兰经》、穆罕默德言行和公议三大支柱基础上，而十二伊玛目派法学在马赫迪隐遁期间增加了第四支柱——理性推论。在什叶派伊斯兰教中，圣行还包括什叶派诸位伊玛目的言行。

### 塔基亚原则学说
塔基亚(taqiya)是一种宗教性的隐讳行为，允许信徒在面临迫害时隐藏自己的信仰。这一原则由巴基尔(al-Baqir)首倡，后经萨迪克(al-Sadiq)大力推行，旨在保护其追随者免受阿拔斯王朝哈里发曼苏尔(al-Mansur)对阿里家族及其支持者残酷镇压的迫害。
该教义基于《古兰经》16:106节经文："除非被迫而内心坚信者"，真主的怒火将降临叛教者。据阿米尔-穆埃齐(Amir-Moezzi)研究，早期文献中塔基亚意为"保守伊玛目教义的秘密"，这可能导致伊玛目传述中出现相互矛盾的圣训传统。在此情况下，若矛盾传述之一符合逊尼派教义，则应予摒弃，因为伊玛目必定是为避免自身或社团受迫害才与逊尼派达成表面一致。凯伦·阿姆斯特朗(Karen Armstrong)指出，塔基亚原则也最大限度地减少了与反对什叶派教义的宗教学者(ulama)之间的冲突。

### 自由意志论
关于当时广受讨论的宿命论与自由意志问题，萨迪克继承其父观点，既强调人类责任又维护真主绝对权威。他主张真主对某些事物作出绝对裁决，而将另一些交由人类自主决定。这一折中观点后被广泛采纳，典型体现在萨迪克回答"真主是否强迫仆人作恶或已将权力授予人类"时——他对两者均予否定，并指出："你们主的恩典正在这两者之间"。
萨迪克教导说："至高真主为我们注定某些事，同样也通过我们的能动性注定某些事：祂为我们注定之事向我们隐晦，而通过我们能动性注定之事则向我们显明。因此我们不必过分关注真主为我们注定之事，而应关注祂通过我们能动性注定之事"。另有记载显示萨迪克宣称："真主不会命令被造物行事却不给予他们不作为的可能——尽管他们的作为与否皆需真主允准"。他严正声明："凡声称真主命令恶行者，确已亵渎真主；凡将善恶皆归于己者，确已亵渎真主"。在其祷词中，他常诵念："行善非凭己力亦非凭他力，作恶时我与他人皆无可推诿"。

## 学术地位
贾法尔·萨迪克在早期穆斯林思想形成中的重要性，体现在苏菲派、科学界、逊尼派法学、伊斯玛仪派及极端派均以其学说为参照。尽管这些群体多试图利用其学术遗产服务自身议程，但伊玛目派什叶传统仍是其教义最完整的传承来源。

### 什叶派伊斯兰
逊尼派虽尊崇萨迪克为圣训传述家与法学家，什叶派则奉其为不谬的伊玛目，将其言行载入圣训集与教法学典籍。在伊玛目派文献中，其司法裁决构成该派法系最重要渊源——无论伊玛目派或逊尼派，均以"贾法里法学"指称其法律权威体系。什叶派认为萨迪克是当时唯一有资格诠释伊斯兰教法并行使裁决权的合法权威。据伊玛目派记载，作为第六任伊玛目，萨迪克在倭马亚王朝末期与阿拔斯王朝初期将伊玛目派发展为强大的思想运动。历史学家雅古比记载萨迪克被时人尊称为"博学者"，视其为当代最受敬重的人物之一。

### 逊尼派伊斯兰
萨迪克在逊尼派中被尊为教法学家与圣训学大师，其名字见于多条圣训传述链。他是马立克·本·艾纳斯与苏富扬·绍里的导师，其传述被收录于《穆宛塔圣训集》。据贾弗里记载，著名逊尼法学家马立克常以"诚实的权威传述者贾法尔·本·穆罕默德亲口告诉我……"为引述格式（艾布·哈尼法亦有类似态度记载）。逊尼学者宰海比承认萨迪克对逊尼传统的贡献，历史学家沙赫拉斯塔尼在其著作中给予高度赞誉。

### 苏菲主义
萨迪克在苏菲教团中享有特殊地位：多位早期苏菲大师与其存在师承关联；在纳格什班迪教团文献中，他因精通灵知而备受赞誉，苏菲圈内大量关于精神修炼的箴言与著作均托名于他。苏菲作家伊斯法罕尼与内沙布里诗人阿塔尔更将其尊为苏菲圣徒谱系与神秘主义传统的奠基者。阿塔尔盛赞萨迪克是"在修行之道上论述最丰的伊玛目"，"擅长揭示内在奥秘与真理，在阐释启示精微与玄妙方面无与伦比"。但学者认为苏菲文献中部分归名萨迪克的内容实属伪托，什叶学者阿尔达比勒便指称这是苏菲派为借重萨迪克权威而作的附会。格利夫与鲍林认为《古兰经注》《苏勒精义》《至尊古兰经奥秘》三部托名萨迪克的神秘主义经注，因其熟练运用后期苏菲术语，应成书于其后世；而泰勒则确信神秘主义者左农·米斯里编纂的经注中确含萨迪克传承。鉴于萨迪克在什叶派之外的影响力，阿尔加推测他可能参与了苏菲主义的形成过程。伊斯法罕尼与阿塔尔记载的多则轶事凸显其苦修精神，如法学家苏富扬·绍里曾指责其丝绸外袍，萨迪克随即展示内着的粗毛衬衣，解释道："华服为人所见，素袍为神所观"。

### 极端派
极端派的显著特征在于神化伊玛目。其中"委托派"宣称真主赋予穆罕默德与伊玛目创造并掌管万物的权能。尽管十二伊玛目派圣训明确记载巴基尔与萨迪克否认具有超自然能力，部分含极端思想的圣训仍渗入正统什叶典籍。
早期伊玛目派异端学家记载，755年卒世的艾布·哈塔布自称被选为萨迪克特使，获授隐秘教义。当其宣称萨迪克具有神性且自身为真主使者时，终遭萨迪克于748年公开断绝关系，其追随者形成"哈塔比耶"派，后世十二伊玛目传统坚决否认萨迪克与该派学说存在关联。
另据记载，穆法德勒·本·欧麦尔（799年前卒）及其"穆法德勒派"同样神化萨迪克并自诩先知。但该派是否存在尚存疑，因十二伊玛目派圣训中穆法德勒长期以萨迪克及其子卡齐姆的密友形象出现，仅因短暂倾向哈塔比耶学说而失宠。据传萨迪克甚至委派穆法德勒监管哈塔比耶派的过激行为。

## 著作
大量宗教典籍虽署名萨迪克所著，但均无法确证为其亲撰。学界推测萨迪克作为思想指导者，实际著述工作多由门生完成。值得注意的是，部分归名贾比尔·伊本·哈扬的著作也自称仅是萨迪克教义的阐发。现传世托名著作包括《古兰经注》、占卜学论著、多版遗嘱草案及若干教法判例集。

### 经注学
萨迪克名下现存多为古兰经注：苏菲派将《古兰经注》《苏勒精义》《至尊古兰经奥秘》等多部神秘主义经注归于其名下。另有《启示录》据伊本·赫勒敦记载为萨迪克阐释《古兰经》隐微义理的秘传著作，由哈伦·本·赛义德·伊吉里笔录传承。
最具影响力的当属苏拉米（卒于330/942年）编纂的《注释真谛》，该文本由路易·马西农首度引入现代学术界，后经保罗·努维亚校勘出版。阿里·扎伊吾尔另出版校订本。此经注以字母神秘主义阐释为显著特征，被视为继图斯塔里经注后最古老的秘传古兰经解。
《努尔曼尼经注》是另一部托名著作，据称由萨迪克通过阿里传述自穆罕默德，17世纪马杰里西收录于《光的海洋》。什叶派神学家谢里夫·穆尔塔扎的摘要本以《明确与隐微经文录》传世。德黑尼大阿亚图拉在《书目大全》中记载的《伊玛目萨迪克经注》，据胡达巴赫什东方图书馆目录显示为努尔曼尼基于萨迪克言论编撰。该经注按苏勒顺序编排，侧重阐释经文中需解义的词汇，兼具表义(ẓāhir)与隐义(bāṭin)双重维度，主要探讨真主与人类的关系、人对真主的认知以及穆罕默德与真主的联结。